# Підмаренник прибережний
{{#ifeq:0|0|{{#if:|{{#if:Galiumrivale|[[]}}|}}}}
Підмаренник прибережний (Galium rivale) — вид рослин родини маренові (Rubiaceae), поширений у Європі й Азії. Віддає перевагу багатим поживними речовинами вологим ґрунтам перед на берегах водотоків, в прибережних чагарниках, на вологих луках і часто в рудералізованих місцях, переважно на низьких висотах.

## Опис
Багаторічна рослина (20)40–80(130) см завдовжки, з тонким довгим корінням. Стебла чотиригранні, розгалужені, слабкі, чіпкі від вниз спрямованих шипиків, які вкривають ребра. Листки розташовані в кільцях по 6–8, еліптичні або ланцетні, гоструваті на верхівці, досить шорсткі зверху, на краю вкриті вниз спрямованими шипиками, зелені, блискучі, знизу світліші, розміром (20)30–40(50) × 4–10 мм. Суцвіття нещільне, волотисте, складається з 3–5-квіткових колосків. Віночок білий, воронкоподібний, 1.2–3 мм у діаметрі, трубка віночка завдовжки з частки віночка. Пиляки від еліптичних до довгастих, 0.2–0.4 мм. Період цвітіння: червень — вересень. Мерикарпій ниркоподібний, 1.5–3 мм завдовжки, ≈ 1 мм завширшки, не запушений, зі щільними конічними горбками на поверхні.

## Поширення
Поширений у Європі, Сибіру, західній Азії: Албанія, Австрія, Литва, Латвія, Естонія, Білорусь, Болгарія, Чехія, Словаччина, Росія, Греція, Угорщина, Ліван і Сирія, Йорданія, Ізраїль, Польща, Румунія, Вірменія, Грузія, Туреччина (у т. ч. європейська), Україна, Хорватія, Сербія.
В Україні зростає на берегах річок і струмків, серед чагарників — на всій території, крім Криму.